# Athletic Association of Small States of Europe

AASSE:s lagflagga
(baserad på officiella dokument från europeiska lagmästerskapen i friidrott 2009 i Sarajevo).

Athletic Association of Small States of Europe, förkortat AASSE, är en transnationell organisation som värnar om friidrottsintresset i Europas mindre länder. Medlemsländerna går samman och ställer upp med ett gemensamt lag i tävlingar där de tillåts. För att ett land ska få vara med i organisationen krävs det att man ligger i Europa och har en befolkning på mindre än 1 miljon invånare.

## Historia
Organisationen var ett förslag från Cyperns, Islands, Liechtensteins och Luxemburgs delegationer vid IAAF:s kongress i Barcelona 1989. Förslaget fick starkt stöd av European Athletic Association (EAA) och vid EAA:s kongress i Wien 1994, i närvaro av EAA:s president Carl-Olaf Homen, bildades AASSE officiellt. AASSE:s konstitution undertecknades av representanter från Andorra, Cypern, Island, Liechtenstein, Luxemburg, Malta och San Marino. År 2000 blev Monaco medlem i AASSE och 2006 blev även Montenegro medlem.

## Medlemmar
|   | Land          | Medlem sedan |
| - | ------------- | ------------ |
| 1 | Andorra       | Grundare     |
| 2 | Cypern        | Grundare     |
| 3 | Island        | Grundare     |
| 4 | Liechtenstein | Grundare     |
| 5 | Luxemburg     | Grundare     |
| 6 | Malta         | Grundare     |
| 7 | Monaco        | 2000         |
| 8 | Montenegro    | 2006         |
| 9 | San Marino    | Grundare     |

## Tävlingar
AASSE:s medlemsländer tävlade tillsammans i Europacupen i friidrott från 1994 tills cupens nedläggning 2008. Idag tävlar de tillsammans i Europacupens ersättare, europeiska lagmästerskapen i friidrott. Dock är det många av organisationens medlemsländer som ställer upp med egna nationella lag, vilket även hände under Europacupens tid.
Samtliga av medlemsländerna i AASSE organiserar och tävlar i Games of the Small States of Europe (GSSE). Tävlingen arrangeras vartannat år och innehåller likt OS flera olika sporter.

### Fotnoter
1. 1 2  Rules of the Constitution of the Athletic Association of the Small States of Europe Arkiverad 5 mars 2016 hämtat från the Wayback Machine.
2. 1 2 3 4  Athletic Association Small States of Europe's History Arkiverad 5 mars 2016 hämtat från the Wayback Machine.
3. ↑  Athletic Association Small States of Europe's Member Federations Arkiverad 5 mars 2016 hämtat från the Wayback Machine.